# Handball-Europameisterschaft 2008/Montenegro
In diesem Artikel wird die montenegrinische Männer-Handballnationalmannschaft bei der Europameisterschaft 2008 in Norwegen behandelt.

## Qualifikation
→ Siehe Handball-Europameisterschaft 2008 

## Mannschaft

### Kader
| Nr.                           | Name                          | Verein                        | LS/Tore (vor EM)              | Spiele                        | Tore                          |                               | Zeitstrafen                   |                               |
| Torhüter (% gehaltener Bälle) | Torhüter (% gehaltener Bälle) | Torhüter (% gehaltener Bälle) | Torhüter (% gehaltener Bälle) | Torhüter (% gehaltener Bälle) | Torhüter (% gehaltener Bälle) | Torhüter (% gehaltener Bälle) | Torhüter (% gehaltener Bälle) | Torhüter (% gehaltener Bälle) |
| ----------------------------- | ----------------------------- | ----------------------------- | ----------------------------- | ----------------------------- | ----------------------------- | ----------------------------- | ----------------------------- | ----------------------------- |
| 1                             | Rade Mijatović                | RK Roter Stern Belgrad        | 22 / 0                        | 4                             | (22 %)                        | -                             | -                             | -                             |
| 12                            | Golub Doknić                  | Pallamano Conversano          | 9 / 0                         | 3                             | (24 %)                        | -                             | -                             | -                             |
| 16                            | Goran Stojanović              | VfL Gummersbach               | 16 / 0                        | 5                             | (35 %)                        | -                             | -                             | -                             |
| Feldspieler                   |                               |                               |                               |                               |                               |                               |                               |                               |
| 2                             | Mladen Rakčević               | HC Vardar Skopje              | 26 / 87                       | 3                             | 9                             | -                             | 3                             | -                             |
| 3                             | Marko Pejović                 | HC Vardar Skopje              | 19 / 18                       | 6                             | 3                             | 2                             | 5                             | 1                             |
| 4                             | Marko Dobrković               | Panellinios Athen             | 22 / 57                       | 6                             | 4 / 1                         | -                             | -                             | -                             |
| 5                             | Mirko Milašević               | RK Roter Stern Belgrad        | 15 / 26                       | 6                             | 5                             | 2                             | 3                             | -                             |
| 6                             | Ratko Đurković                | SC Szeged                     | 25 / 30                       | 6                             | 5                             | 2                             | 2                             | -                             |
| 7                             | Žarko Marković                | KC Veszprém                   | 16 / 26                       | 6                             | 13                            | -                             | 2                             | -                             |
| 8                             | Goran Đukanović               | RK Lovćen Cetinje             | 26 / 24                       | 6                             | -                             | 4                             | 6                             | -                             |
| 9                             | Draško Mrvaljević             | RK Koper                      | 23 / 91                       | 6                             | 28 / 5                        | 1                             | -                             | -                             |
| 10                            | Zoran Roganović               | H 43 Lund                     | 19 / 66                       | 6                             | 12                            | 2                             | 3                             | -                             |
| 11                            | Aleksandar Svitlica           | BM Granollers                 | 9 / 18                        | 6                             | 10                            | 1                             | -                             | -                             |
| 15                            | Petar Kapisoda                | RK Bosna Sarajevo             | 20 / 105                      | 6                             | 21 / 6                        | 3                             | 2                             | -                             |
| 17                            | Alen Muratović                | BM Valladolid                 | 23 / 115                      | 6                             | 33 / 2                        | -                             | 1                             | -                             |
| 18                            | Novica Rudović                | JD Arrate                     | 6 / 0                         | 3                             | 6                             | -                             | -                             | -                             |
|                               |                               | Gesamt                        | 296 / 663                     | 6                             | 149 / 14                      | 17                            | 27                            | 1                             |
| Trainer/Betreuer              |                               |                               |                               |                               |                               |                               |                               |                               |
|                               | Ranko Popović                 | RK Lovćen Cetinje             | Trainer                       |                               |                               |                               |                               |                               |
|                               | Vlatko Đonović                |                               | Co-Trainer                    |                               |                               |                               |                               |                               |

## Vorrundenspiele (Gruppe B)
In der Vorrunde trifft die montenegrinische Mannschaft auf Dänemark, Norwegen und Russland.

### Russland 25:25 (15:16) Montenegro
(17. Januar, in Drammen, Drammenshallen)
RUS: Oleg Grams, Alexei Kostygow – Eduard Kokscharow (8/4), Konstantin Igropulo (4/2), Sergei Predybailow (2), Denis Kriwoschlykow (2), Alexei Rastworzew (2), Jegor Jewdokimow (2), Michail Tschipurin (1), Andrei Starych (1), Wassili Filippow (1), Witali Iwanow (1), Timur Dibirow, Alexei Kamanin
MNE: Golub Doknić, Goran Stojanović – Draško Mrvaljević (7/2), Alen Muratović (7), Mladen Rakčević (3), Petar Kapisoda (3), Zoran Roganović (2), Marko Dobrković (2), Žarko Marković (1), Mirko Milašević, Ratko Đurković, Aleksandar Svitlica, Marko Pejović, Goran Đukanović

### Montenegro 24:32 (9:18) Dänemark
(18. Januar, in Drammen, Drammenshallen)
MNE: Rade Mijatović, Goran Stojanović - Alen Muratović (9), Draško Mrvaljević (8), Žarko Marković (2), Aleksandar Svitlica (1), Marko Pejović (1), Mladen Rakčević (1), Marko Dobrković (1), Petar Kapisoda (1), Ratko Đurković, Goran Đukanović, Zoran Roganović, Mirko Milašević
DÄN: Kasper Hvidt, Peter Henriksen – Hans Lindberg (5), Joachim Boldsen (5), Lars Rasmussen (5/1), Kasper Nielsen (4), Jesper Nøddesbo (3), Kasper Søndergaard Sarup (2), Michael V. Knudsen (2), Lasse Boesen (2), Mikkel Aagaard (2), Jesper Jensen (1), Lars Møller Madsen (1), Lars Jørgensen

### Norwegen 27:22 (16:11) Montenegro
(20. Januar, in Drammen, Drammenshallen)
NOR: Steinar Ege, Ole Erevik – Håvard Tvedten (5/3), Jan Thomas Lauritzen (4), Kristian Kjelling (4/1), Glenn Solberg (3), Frank Løke (3), Frode Hagen (3), Børge Lund (2), Lars Erik Bjørnsen (2), Johnny Jensen (1), Kjetil Strand, Thomas Skoglund, Bjarte Myrhol
MNE: Golub Doknić, Goran Stojanović - Alen Muratović (8), Draško Mrvaljević (6/2), Mladen Rakčević (5), Zoran Roganović (2), Marko Dobrković (1/1), Ratko Đurković, Aleksandar Svitlica, Marko Pejović, Goran Đukanović, Žarko Marković, Petar Kapisoda, Mirko Milašević

## Hauptrundenspiele (Gruppe I)
In der Hauptrunde trifft die montenegrinische Mannschaft auf Kroatien, Polen und Slowenien.

### Slowenien 31:29 (16:13) Montenegro
(22. Januar, in Stavanger, Stavanger Idrettshall)
SLO: Gorazd Škof, Beno Lapajne – Aleš Pajovič (9/5), Jure Natek (6), Uroš Zorman (4), David Špiler (3), Vid Kavtičnik (3), Roman Pungartnik (2), Luka Žvižej (2), Goran Kozomara (2), Matjaž Mlakar, Rok Praznik, Jure Dobelšek, Ognjen Backovič 
MNE: Rade Mijatović, Goran Stojanović - Draško Mrvaljević (5/1), Aleksandar Svitlica (4), Alen Muratović (4/2), Petar Kapisoda (4/1), Ratko Đurković (3), Žarko Marković (3), Zoran Roganović (3), Novica Rudović (1), Marko Pejović (1), Mirko Milašević (1), Goran Đukanović, Marko Dobrković 

### Kroatien 34:26 (12:13) Montenegro
(23. Januar, in Stavanger, Stavanger Idrettshall)
KRO: Vjenceslav Somić, Mirko Alilović – Igor Vori (9), Ivan Čupić (6), Petar Metličić (5), Tonči Valčić (4), Domagoj Duvnjak (4/1), Ivano Balić (3/1), Ljubo Vukić (2/1), Denis Špoljarić (2), Zlatko Horvat (1), Drago Vuković, Blaženko Lacković, Davor Dominiković
MNE: Rade Mijatović, Goran Stojanović - Petar Kapisoda (7/4), Alen Muratović (5), Žarko Marković (3), Zoran Roganović (3), Ratko Đurković (2), Aleksandar Svitlica (2), Draško Mrvaljević (2), Mirko Milašević (1), Novica Rudović (1), Marko Pejović, Goran Đukanović, Marko Dobrković 

### Polen 39:23 (19:13) Montenegro
(24. Januar, in Stavanger, Stavanger Idrettshall)
POL: Sławomir Szmal, Adam Weiner – Mateusz Jachlewski (6), Mariusz Jurasik (5), Tomasz Tłuczyński (4/2), Marcin Lijewski (4), Karol Bielecki (4), Mariusz Jurkiewicz (3), Michał Jurecki (3), Grzegorz Tkaczyk (3), Patryk Kuchczyński (3), Bartosz Jurecki (3), Bartłomiej Jaszka (1), Artur Siódmiak
MNE: Rade Mijatović, Golub Doknić – Petar Kapisoda (6/2), Novica Rudović (4), Žarko Marković (4), Aleksandar Svitlica (3), Mirko Milašević (3), Zoran Roganović (2), Marko Pejović (1), Ratko Đurković, Goran Đukanović, Draško Mrvaljević, Alen Muratović, Marko Dobrković